# Wolja-Baranezka
Wolja-Baranezka (ukrainisch Воля-Баранецька; russisch Воля-Баранецкая Wolja-Baranezkaja, polnisch Wola Baraniecka) ist ein Dorf in der ukrainischen Oblast Lwiw in der Westukraine mit etwa 600 Einwohnern.
Die Ortschaft liegt im Westen der historischen Landschaft Galizien im Rajon Sambir am Fluss Wolosiwka (Болозівка), etwa 12 Kilometer nordwestlich vom Rajonzentrum Sambir und 69 Kilometer südwestlich vom Oblastzentrum Lwiw entfernt.
Am 7. August 2015 wurde das Dorf zum Zentrum der neu gegründeten Landgemeinde Wolja-Baranezka (Воле-Баранецька сільська громада/Wole-Baranezka silska hromada), zu dieser zählen auch noch die 14 Dörfer Baraniwzi (Баранівці), Berestjany, Kolonija (Колонія), Kopan (Копань), Krasnyzja (Красниця), Mala Werbiwka (Мала Вербівка), Mali Baraniwzi (Малі Баранівці), Mischhajzi (Міжгайці), Rohisno (Рогізно), Sadkowytschi (Садковичі), Werbiwka (Вербівка), Werchiwzi, Wladypil (Владипіль) und Wolyzja (Волиця), bis dahin bildete es mit Baraniwzi, Berestjany, Kopan, Krasnyzja, Mali Baraniwzi, Mischhajzi  und Wolyzja die Landratsgemeinde Wolja-Baranezka.
Am 12. Juni 2020 wurde die Landratsgemeinde aufgelöst und der Landgemeinde Biskowytschi unterstellt.
Der Ort wurde 1462 zum ersten Mal schriftlich erwähnt, lag zunächst in der Adelsrepublik Polen-Litauen, Woiwodschaft Ruthenien, und kam 1772 als Wolica Baranicziczky zum damaligen österreichischen Kronland Galizien (bis 1918 dann im Bezirk Sambor).
Nach dem Ende des Ersten Weltkrieges kam er zu Polen, war hier ab 1921 als Wola Baraniecka in die Woiwodschaft Lwów, Powiat Sambor, Gmina Barańczyce eingegliedert und wurde im Zweiten Weltkrieg erst von der Sowjetunion und ab 1941 bis 1944 von Deutschland besetzt und dem Distrikt Galizien angeschlossen. Nach der Rückeroberung durch sowjetische Truppen 1944 kam er 1945 wiederum zur Sowjetunion und wurde in die Ukrainische SSR eingegliedert, seit 1991 ist der Ort Teil der heutigen Ukraine.